# Герб Приднестровской Молдавской Республики

Герб Молдавской ССР

Герб ПМР — один из трёх государственных символов Приднестровской Молдавской Республики. Герб Приднестровья базируется на гербе Молдавской ССР. Утверждён 2 сентября 1991 года Верховным Советом ПМССР.
5 ноября 1991 года название республики было изменено на Приднестровская Молдавская Республика, соответствующие изменения были внесены и в надписи в гербе. В мелких изображениях вместо полного наименования Приднестровской Молдавской Республики допускается использование аббревиатуры «ПМР», «ПМР» и «РМН» соответственно расположению наименования на украинском, русском и молдавском языках.

## Другие гербы Приднестровья

Герб румынской губернии Транснистрия, 1941—44 годы
Ранняя версия герба ПМР
Малый герб ПМР

## Описание
Герб представляет собой изображение скрещенных серпа и молота, символизирующих единство рабочих и крестьян, в лучах солнца, восходящего над Днестром, обрамлённых по окружности гирляндой из колосьев и початков кукурузы, фруктов, виноградных гроздей и лоз, листьев, перевитых красной лентой с надписями на перевязи на трёх языках:
- на левой стороне — рус. «Приднестровская Молдавская Республика»;
- на правой стороне — укр. «Придністровська Молдавська Республіка»;
- на средней части — молд. «Република Молдовеняскэ Нистрянэ».

В верхней части между сходящимися концами гирлянды изображена пятиконечная красная звезда с золотистыми гранями. Изображения серпа и молота, солнца и его лучей золотистого цвета, колосья тёмно-оранжевые, початки кукурузы светло-оранжевые, а её листья тёмно-жёлтые. Фрукты оранжевого цвета с розовым отливом, средняя гроздь винограда синего, а боковые — янтарного цвета. Стилизованная лента Днестра голубого цвета с белой волнистой линией в середине по всей длине. Рисующий контур элементов — коричневый.

## Использование герба
Изображение Государственного герба Приднестровской Молдавской Республики помещается:
а) на резиденции Президента Приднестровской Молдавской Республики, зданиях в которых размещаются Верховный Совет Приднестровской Молдавской Республики, Правительство Приднестровской Молдавской Республики, министерства и ведомства Приднестровской Молдавской Республики, Конституционный, Верховный и Арбитражный суды Приднестровской Молдавской Республики, другие суды Приднестровской Молдавской Республики, Прокуратура Приднестровской Молдавской Республики, иные органы государственной власти и управления, местные Советы народных депутатов и государственные администрации, а также на зданиях дипломатических представительств и консульских учреждений Приднестровской Молдавской Республики;
б) в залах, где проводятся сессии Верховного Совета Приднестровской Молдавской Республики, заседания Палат Верховного Совета Приднестровской Молдавской Республики, Правительства Приднестровской Молдавской Республики, в рабочем кабинете Президента Приднестровской Молдавской Республики, в залах, где проводятся сессии местных Советов народных депутатов, в рабочем кабинете главы государственной администрации, в залах судебных заседаний Конституционного, Верховного и Арбитражного судов, других судов Приднестровской Молдавской Республики, прокуратуры Приднестровской Молдавской Республики, а также в помещениях торжественной регистрации рождений и браков;
в) на печатях и бланках документов Верховного Совета Приднестровской Молдавской Республики и его Палат, Президента Приднестровской Молдавской Республики, Правительства Приднестровской Молдавской Республики, министерств и ведомств, Конституционного, Верховного и Арбитражного судов Приднестровской Молдавской Республики, других судов Приднестровской Молдавской Республики, Прокуратуры Приднестровской Молдавской Республики, других органов государственной власти и управления, местных Советов народных депутатов, государственных администраций, государственных нотариальных контор;
г) на официальных изданиях Верховного Совета, Президента и Правительства Приднестровской Молдавской Республики;
д) на официальных печатных изданиях представительных и исполнительных органов государственной власти, местного самоуправления Приднестровской Молдавской Республики;
е) на транспортных средствах правоохранительных органов Приднестровской Молдавской Республики;
ж) на указателях границ Приднестровской Молдавской Республики при въезде в Приднестровскую Молдавскую Республику;
з) на денежных знаках Приднестровской Молдавской Республики;
и) на билетах государственных денежно-вещевых лотерей Приднестровской Молдавской Республики.
Законодательством Приднестровской Молдавской Республики могут предусматриваться и другие случаи обязательного воспроизведения Государственного герба Приднестровской Молдавской Республики.
Воспроизводимое изображение Государственного герба Приднестровской Молдавской Республики, независимо от его размеров, всегда должно в точности соответствовать цветному изображению, прилагаемому к настоящему Закону (Приложения № 3 и № 4).
Допускается изображение Государственного герба в одном цвете. В мелких изображениях вместо полного наименования Приднестровской Молдавской Республики допускается использование аббревиатуры «ПМР», «ПМР» и «РМН» соответственно расположению наименования на украинском, русском и молдавском языках.

## Образец
В основных чертах герб ПМР повторяет герб Молдавской ССР (отличия — лента голубого цвета с белой волнистой линией, символизирующая реку Днестр, центральная гроздь винограда синего цвета и надписи).